# Beaufort (Schiff)
Die Beaufort war ein deutsches Forschungsschiff der AG Reederei Norden-Frisia. Das Schiff war ursprünglich als Tonnenleger für die DDR gebaut worden.

## Geschichte
Das Schiff wurde unter der Baunummer 870/10 auf der Werft Stocznia Północna im. Bohaterów Westerplatte in Danzig als Tonnenleger gebaut. Die Kiellegung des Schiffes erfolgte am 5. Mai 1968. Der Stapellauf fand im März, die Fertigstellung im September 1969 statt. Taufname des Schiffes war Buk, der Heimathafen war Stralsund. Das Schiff kam für den Seehydrographischen Dienst der DDR mit der Kennung D 29 in Fahrt.
Nach der Wende wurde das Schiff dem Wasser- und Schifffahrtsamt Stralsund unterstellt. Mit der Indienststellung des Mehrzweckschiffes Arkona wurde der Tonnenleger Buk außer Dienst gestellt.
Das Schiff wurde 2005 von der Gesellschaft für innovative Schiffstechnologie in Leer gekauft und in Beaufort umbenannt. Heimathafen des Schiffes, das nun von Briese Schiffahrt in Leer bereedert wurde, wurde Leer.
Die Gesellschaft für innovative Schiffstechnologie setzte die Beaufort als Testschiff für die Entwicklung des SkySails-Systems ein. Dafür wurde das Schiff mit einem Teleskopmast versehen. Getestet wurde das System mit 80 und 160 m² großen Zugdrachen.
Im März 2009 übernahm die Reederei Norden-Frisia das Schiff, die es über ihr Tochterunternehmen Frisia-Offshore im Bereich der Offshore-Windparks in der Nordsee für Überwachungs- und Forschungsfahrten einsetzte. Neuer Heimathafen des Schiffes wurde Norddeich.
Am 14. April 2014 wurde das Schiff in schwerer See nördlich von Borkum durch einen Stromausfall manövrierunfähig und musste abgeschleppt werden. Zunächst war die Reparatur des Schiffes auf der Cassens-Werft in Emden vorgesehen. Ende November 2014 wurde das Schiff dann aber zu Smedegaarden nach Esbjerg geschleppt und dort abgebrochen.

## Technische Daten und Ausstattung
Angetrieben wurde das Schiff durch zwei Sechszylinder-Viertakt-Dieselmotoren der ehemaligen VEB Schwermaschinenbau Karl Liebknecht (Typ: 6 NVD 48 A-2 U) in Magdeburg mit je 640 kW Leistung, die auf zwei Verstellpropeller wirkten. Weiterhin verfügte das Schiff über ein Bugstrahlruder mit 100 kW Leistung. Die Beaufort war vom Germanischen Lloyd mit der Eisklasse E klassifiziert.
Das Schiff verfügte über einen Kran mit einer Tragfähigkeit von 8,67 t (SWL), welcher sich im Bereich des offenen Arbeitsdecks im Vorschiffsbereich befand. Auf dem 120 m² großen Deck waren Stellplätze für zwei 20-Fuß-Container vorhanden.
Das Schiff bot im Rahmen von Tagesfahrten Platz für 25 Personen. Übernachtungsmöglichkeiten bestanden für insgesamt 15 Personen in drei Einzel- und sechs Doppelkabinen. Von Frisia-Offshore wurden nur die Doppelkabinen vermarktet. Das Schiff konnte mindestens 14 Tage ununterbrochen auf See bleiben.